# Cidariplura bilineata
Cidariplura bilineata är en fjärilsart som beskrevs av Alfred Ernest Wileman. Cidariplura bilineata ingår i släktet Cidariplura och familjen nattflyn. Inga underarter finns listade i Catalogue of Life.